# Saint-Paul-de-Serre
Saint-Paul-de-Serre település Franciaországban, Dordogne megyében. Lakosainak száma 333 fő (2022. január 1.). Saint-Paul-de-Serre Coursac, Chalagnac, Creyssensac-et-Pissot, Grun-Bordas, Bourrou és Manzac-sur-Vern községekkel határos.

## Népesség
A település népessége az elmúlt években az alábbi módon változott:
| Lakosok száma | 199  | 155  | 208  | 246  | 264  | 273  | 280  | 304  | 313  | 333  |
|               | 1968 | 1982 | 1990 | 2006 | 2013 | 2015 | 2017 | 2019 | 2020 | 2022 |